# Mrs. McGrath
"Mrs. McGrath" ("Миссис Макгрэт", также "Mrs. McGraw") — ирландская народная песня.  В ней повествуется о женщине, чей сын поступает на службу в британскую армию и возвращается домой через семь лет, потеряв обе ноги в Пиренейских войнах, сражаясь против войск наполеоновской Франции (предположительно, в битве при  Фуэнте-де-Гонор 3-5 мая 1811 года).  Основной идеей песни является отвращение к войне матери, восклицающей, что её сын никогда не будет прежним. Собиратель ирландского музыкального фольклора Колм О'Лохлэйн (Colm O Lochlainn) описывает песню как «известную каждому коренному жителю Дублина». Песня была весьма популярна среди Ирландских добровольцев в годы, предшествующие восстанию 1916 года.
Хотя в песне в целом описывается период между 1807 и 1814 годами, первое упоминание о ней в Ирландии датируется 1876 годом. Она также была достаточно распространена среди солдат, участвовавших в войне за независимость США.
Наряду с «Johnny, I Hardly Knew Ye», произведение является одной из самых выразительных ирландских народных песен, рассказывающей о болезнях и увечьях, полученных в результате войны.
В 1958 году песня была записана Бёрлом Айвзом и The Belafonte Folk Singers как «The Sergeant and Mrs. McGrath». The Clancy Brothers исполнили песню для своего альбома «Isn't It Grand Boys» под названием «My Son Ted».
У группы «The Dubliners» имеется песня с идентичным названием, использующая оригинальную мелодию. В ней рассказывается о провинциальном парне, приехавшем в Дублин, чтобы поступить в колледж, но провалившем вступительные экзамены из-за того, что все свои деньги и время он потратил на женщин и выпивку.
Fiddler's Green записали слегка изменённую версию песни для своего альбома «Sports Day at Killaloe».
«The Stanfields» также записали собственную версию для альбома «Death & Taxes».

## My Son John
Также существует другая версия песни, повествующая примерно ту же историю. Отличие в том, что в ней рассказывается о парне по имени Джон. Текст «My Son John» намного короче.

## Текст

### Mrs. McGrath
Now, Mrs. McGrath, the sargent said,
Would you like to make a soldier out of your son Ted?
With a scarlet coat and a big cocked hat,
Now Mrs. McGrath, wouldn't you like that?
Wi your too-ri-aa, folly diddle-aa
Too-ri, oo-ri, oo-ri-aa
Wi your too-ri-aa, folly diddle-aa
Too-ri, oo-ri, oo-ri-aa.
Now Mrs. McGrath lived on the seashore
For the space of seven long years or more,
Till a great big ship came sail into the bay,
Says, It's my son Ted, will you clear the way,
Wi your too-ri-aa, folly diddle-aa
...
Oh captain, dear, where have you been,
Have you been sailing in the Meditereen,
And have you any news of my son Ted,
Is the poor boy living or is he dead?
Wi your too-ri-aa, folly diddle-aa
...
Well, up comes Ted, without any legs,
And in their place was some wooden pegs.
She kissed him a dozen times or two,
Saying, Holy Moses, is it you,
Wi your too-ri-aa, folly diddle-aa
...
Now was you drunk, or was you blind,
When you left your two fine legs behind,
Or was it from walking by the sea,
Wore your two fine legs from the knees away?
Wi your too-ri-aa, folly diddle-aa
...
No, I was not drunk, and I was not blind
When I left my two fine legs behind,
A cannon ball on the fifth of May,
Took my two fine legs from the knees away,
Wi your too-ri-aa, folly diddle-aa
...
Oh Teddy, my boy, the widow cried,
Your two fine legs were your mother's pride.
The stumps of a tree won't do at all,
Why didn't you run from the cannon ball?
Wi your too-ri-aa, folly diddle-aa
...
All foreign wars, I do proclaim,
Between Don Juan and the King of Spain,
And I'll make them rue the time,
They took two legs from a child of mine,
Wi your too-ri-aa, folly diddle-aa
...
Well then, if I had you back again,
I'd never let you go to fight the King of Spain,
For I'd rather have me Ted as he used to be,
Than the King of France and his whole navy,
Wi your too-ri-aa, folly diddle-aa
...

### My Son John
My son John was tall and slim
He had a leg for every limb
But now he's got no legs at all
For he run a race with a cannonball
With me roo rum rar, faddle diddle dar
Whack faddlle liddle with me roo rum rar.
Oh were you deaf, were you blind
When you left your two fine legs behind
Or was it sailing on the sea
Lost your two fine legs right down to the knee
With me roo rum rar etc.
Oh I was not deaf, I was not blind
When I left my two fine legs behind
Nor was it sailing on the sea,
Lost my two fine legs right down to the knee
With me roo rum rar, etc.
For I was tall, I was slim
And I had a leg for every limb,
But now I've got no legs at all,
They were both shot away by a cannonball.
With me roo rum rar, etc.